# Wojsko Polskie Królestwa Kongresowego

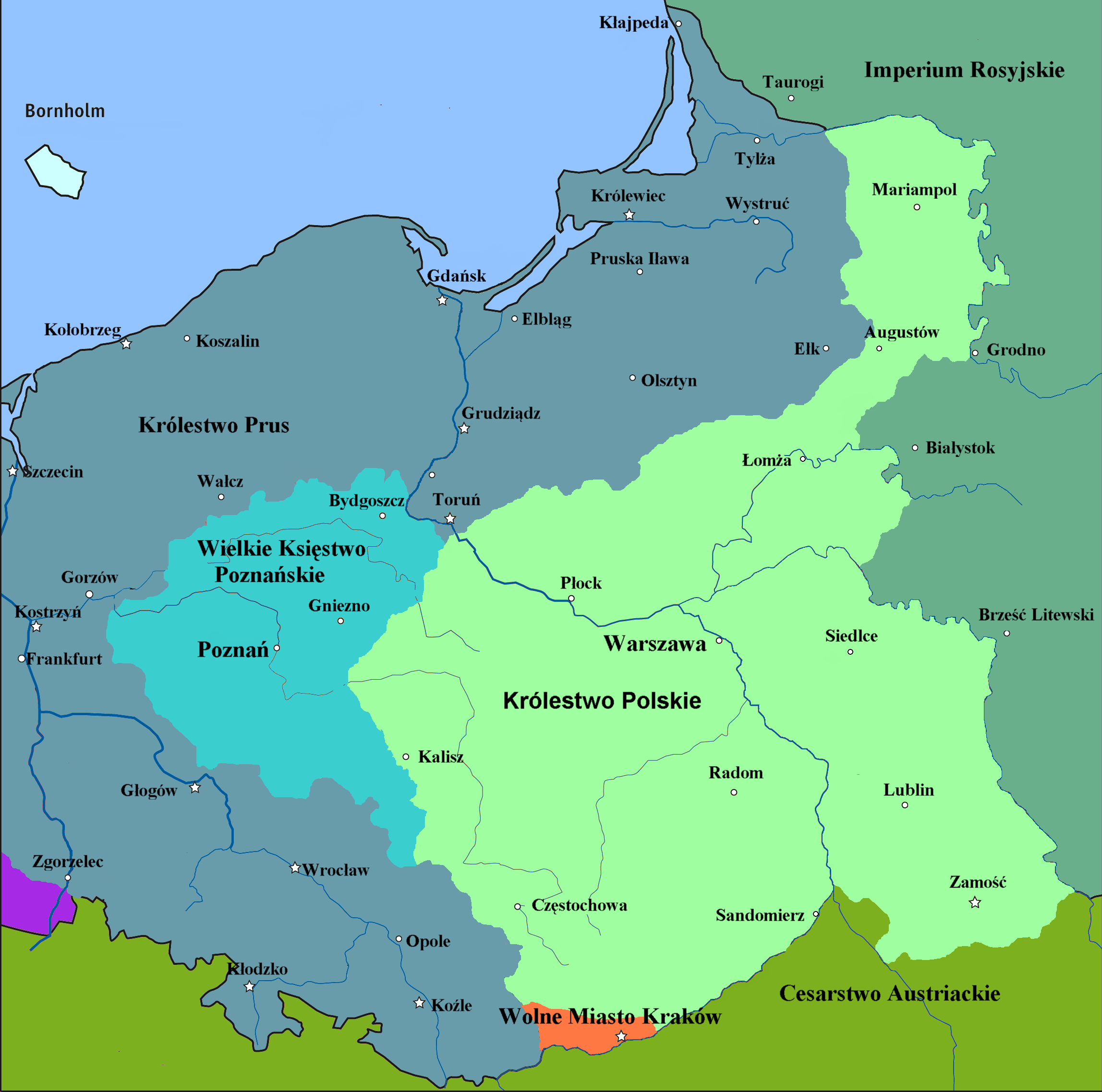
Królestwo Polskie w 1815 roku

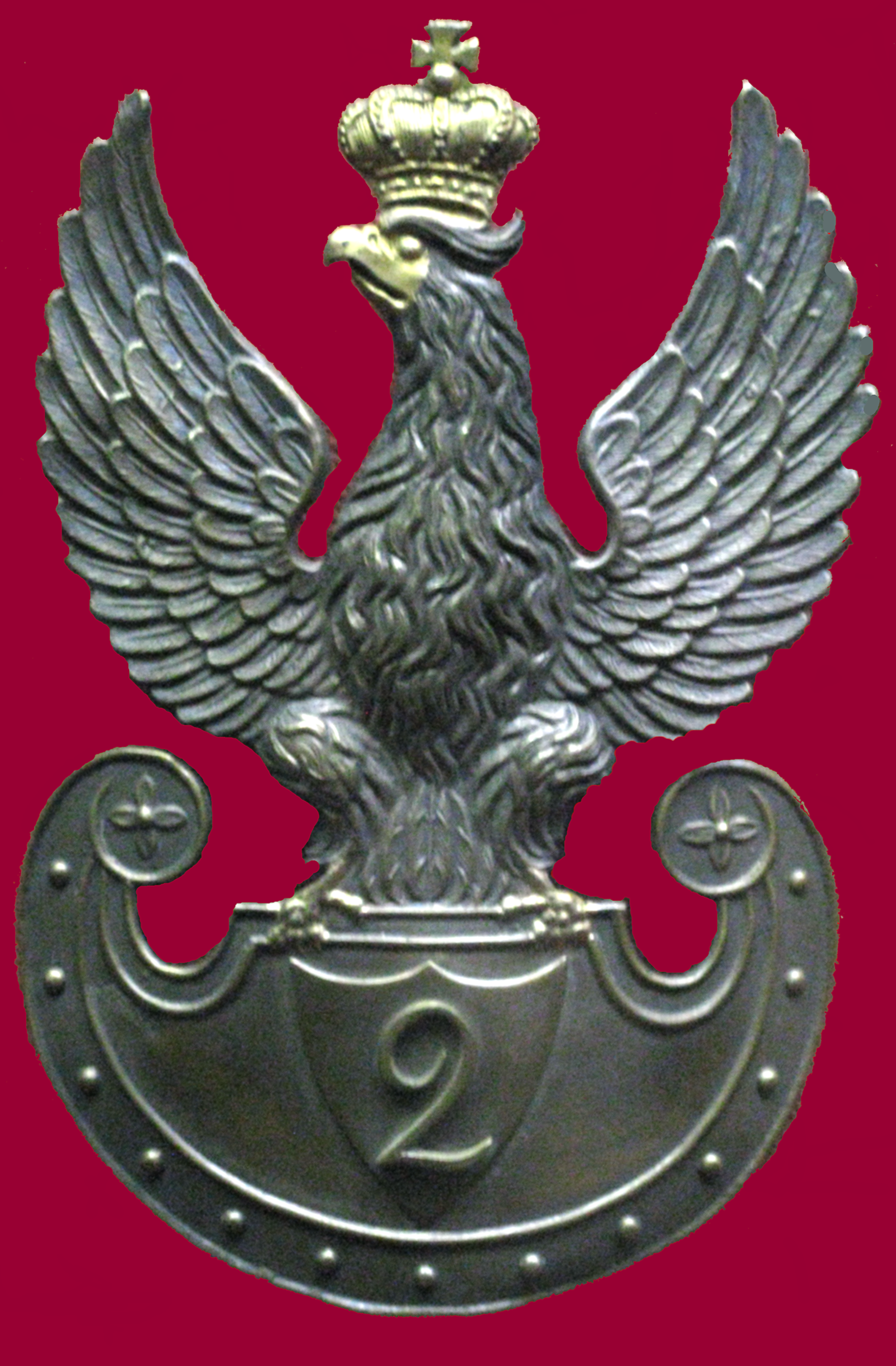
Orzeł z kaszkietu oficera 2 pułku piechoty

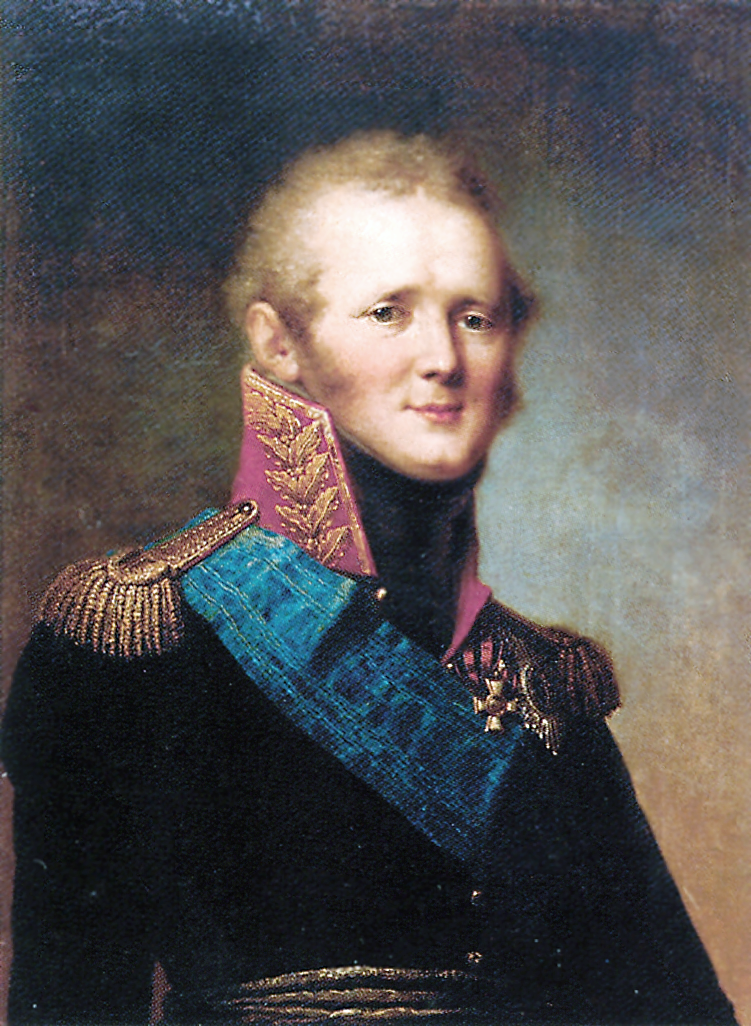
Aleksander I Romanow

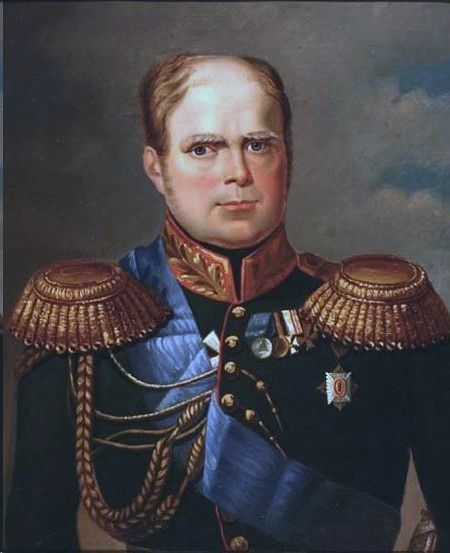
Wielki książę Konstanty Pawłowicz Romanow

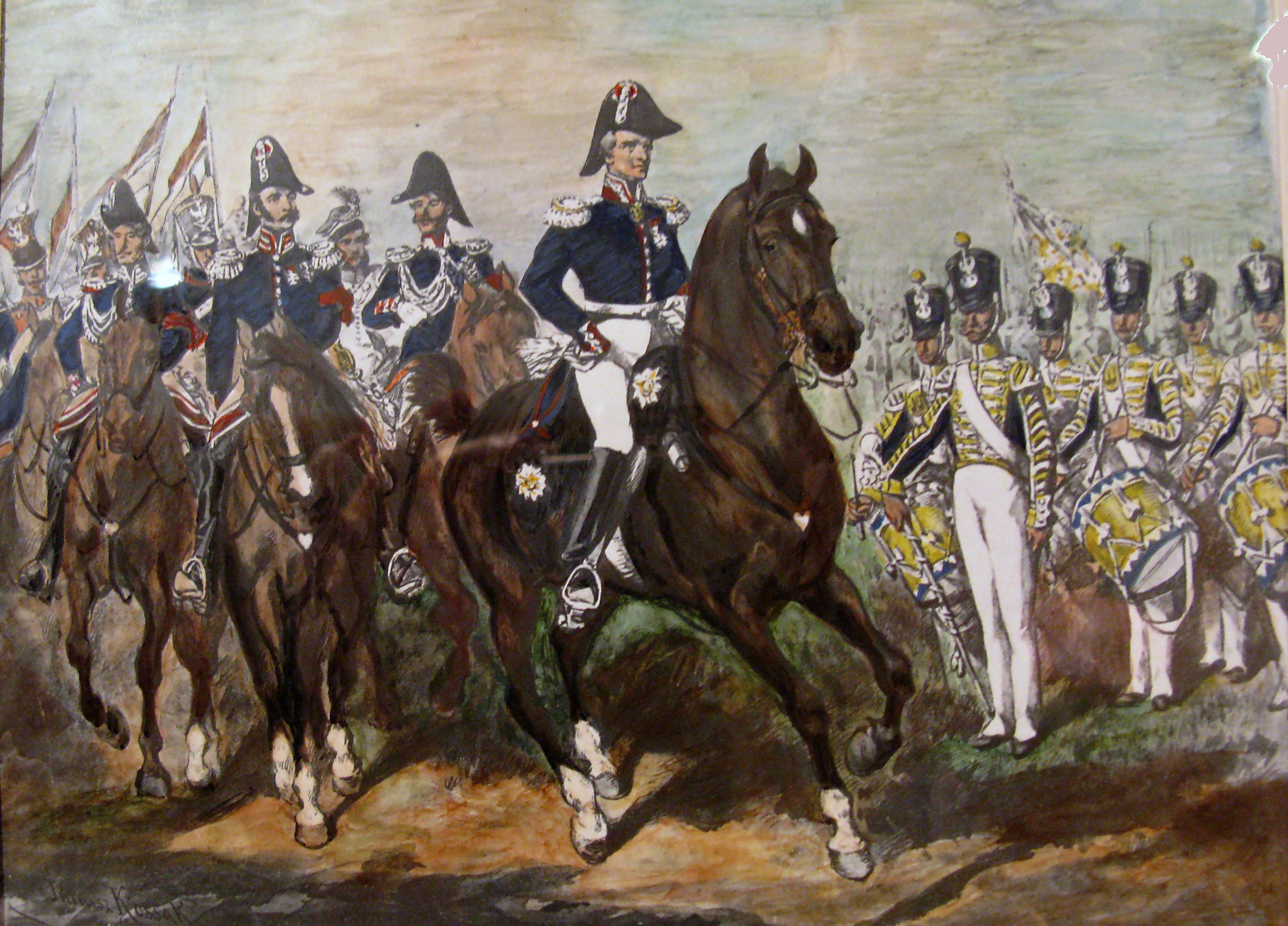
Sztab generalny wojsk polskich w czasie powstania listopadowego

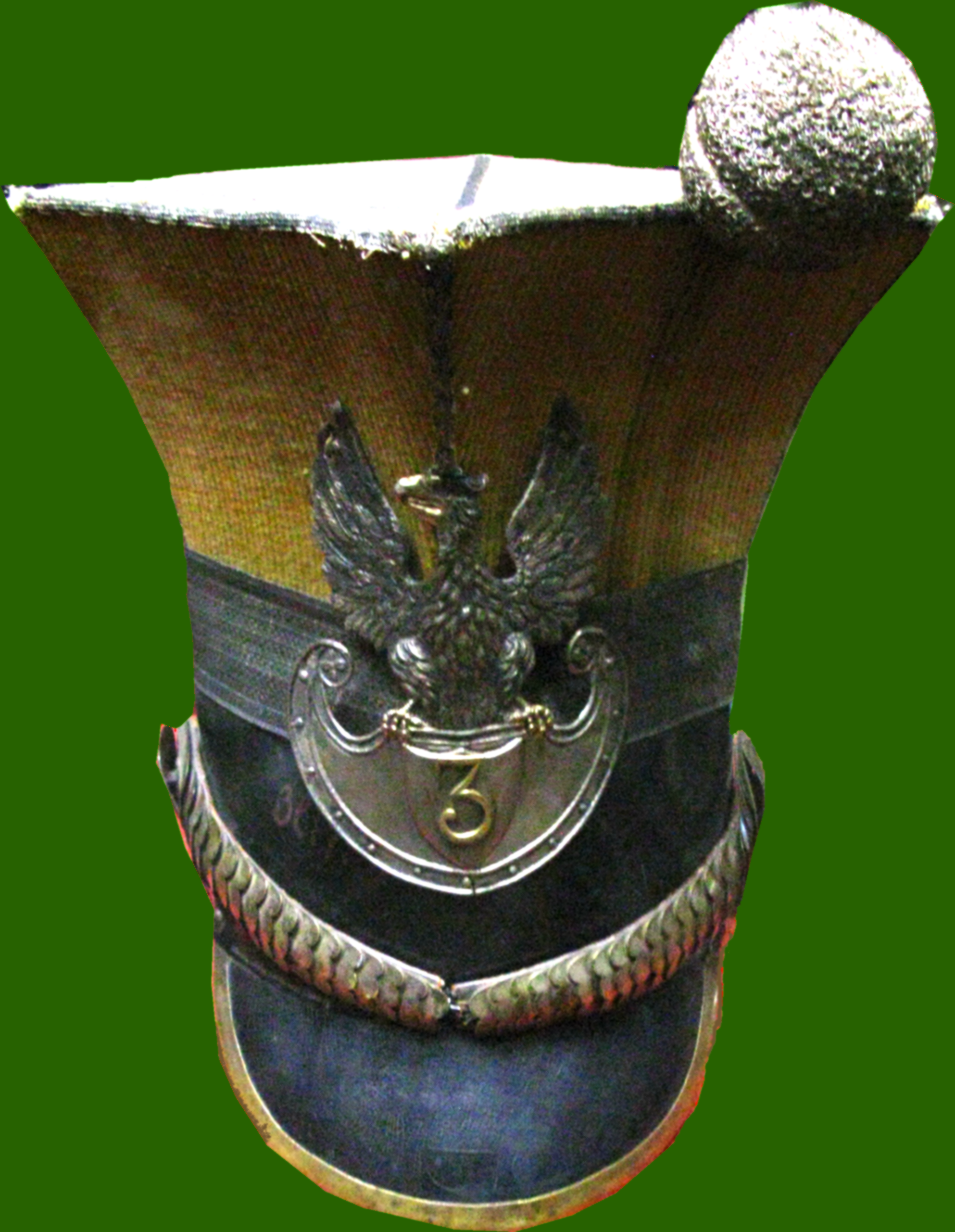
Czapka oficera 3 pułku ułanów

Wojsko Polskie Królestwa Kongresowego – siły zbrojne Królestwa Polskiego, rozformowane po upadku powstania listopadowego (1830–1831).

## Okoliczności powstania wojska
Jego początku należy dopatrywać się w słynnej rozmowie delegacji polskich wojskowych z Aleksandrem I 13 kwietnia 1814 w Paryżu. Na pytanie, „czy wojsko zatrzyma kokardę narodową”, cesarz odpowiedział twierdząco.
Kolejnym faktem decydującym o przyszłości armii polskiej było spotkanie cesarza i generała Dąbrowskiego, który przemawiając w imieniu wojska przedstawił jego postulaty, sprowadzające się głównie do utrzymania narodowego charakteru armii.
Wreszcie trzecim momentem była rewia wojska polskiego 24 kwietnia 1814 w St-Denis, po której to Aleksander I, chwaląc postawę żołnierzy, powiedział: „Do zobaczenia się w Warszawie”.
W kwietniu 1814 w Paryżu Aleksander I powołał Komitet Wojskowy – pierwszy organ organizacyjny i zwierzchni nad Wojskiem Polskim formowanym przez koalicję antynapoleońską. Na czele jego stanął wielki książę Konstanty Pawłowicz Romanow, członkami zaś byli: generałowie Jan Henryk Dąbrowski, Józef Zajączek, Józef Wielhorski, Karol Otto Kniaziewicz, Stanisław Wojczyński, Karol Sierakowski, Antoni Sułkowski, Romuald Tadeusz Giedroyć i Franciszek Paszkowski.
Konstytucja pozostawiała królowi (Aleksandrowi I i jego następcom) określenie wielkości wojska. Żołnierze składali przysięgę królowi (nie Ojczyźnie). Wojsko posiadało polskie chorągwie i sztandary. Językiem służbowym był język polski. Zwierzchnictwo nad armią posiadała Komisja Rządowa Wojny (ministerstwo wojny). Była to jednak władza formalna, ograniczająca się jedynie do spraw gospodarczych, poboru, zakupu uzbrojenia itp. Nieograniczone wręcz uprawnienia posiadał naczelny wódz – wielki książę Konstanty.
Wybrane artykuły Konstytucji Królestwa Polskiego:
Art.10. W każdym przypadku wprowadzenia wojsk rosyjskich do Polski lub wojsk polskich do Rosji lub w przypadku przechodu tychże wojsk przez jaką prowincję jednego z dwóch państw utrzymanie ich i koszta przechodu ponoszone zostaną całkowicie przez kraj, do którego należeć będą. Wojsko polskie nie będzie nigdy użyte za granicami Europy.
Art.153. Siła zbrojna składa się z wojska czynnego na stopie zupełnego żołdu i z milicji gotowych go wzmocnić w przypadku potrzeby.
Art.154. Siła wojska na koszcie krajowym oznaczona jest przez panującego w miarę potrzeby i w stosunku do dochodów w budżecie umieszczonych.
Art.155. Rozłożenie wojska zastosowane będzie do połączonej dogodności mieszkańców, systemu wojskowego i administracji.
Art.156. Wojsko zachowa kolory swego munduru, swój ubiór właściwy i wszystko co się tyczy jego narodowości.
Konstytucja Królestwa Polskiego, 1815

## Organizacja wojska 1815–1830
System uzupełnienia wojska regulowany był ustawą o poborze z 1816. Przewidywała ona stan pokojowy i stan wojenny wojska, istnienie wojska stałego, pierwszej i drugiej rezerwy.
Okres służby wynosił w Księstwie Warszawskim 6 lat. Planowano co prawda przedłużenie czasu służby, ale planów tych nie zrealizowano. Z 216 000 mężczyzn w wieku od 20 do 30 lat w wojsku służyło jedynie 28 000. W ciągu 15 lat przeszkolono około 50 000. Jako że dekret przewidywał zastępstwo, w praktyce jako prosty żołnierz służył przeważnie biedny chłop lub biedota miejska. Do wojska nie wcielano Żydów, którzy na podstawie umowy kahałów z Komisją Rządową Wojny opłacali za to specjalny podatek. Pobór nie odbywał się corocznie, lecz w nieregularnych odstępach czasu. Kontyngent wybieranych wahał się od 2500 do 10 000. Zależało to od liczby kapitulantów, czyli wysłużonych żołnierzy, zawierających umowę na dalsze 5 lub 10 lat, oraz od zgłaszających się ochotników. Prawo uwalniało od służby wielu rzemieślników, nauczycieli i urzędników.
Wojsko Polskie dzieliło się na gwardię i wojsko liniowe.

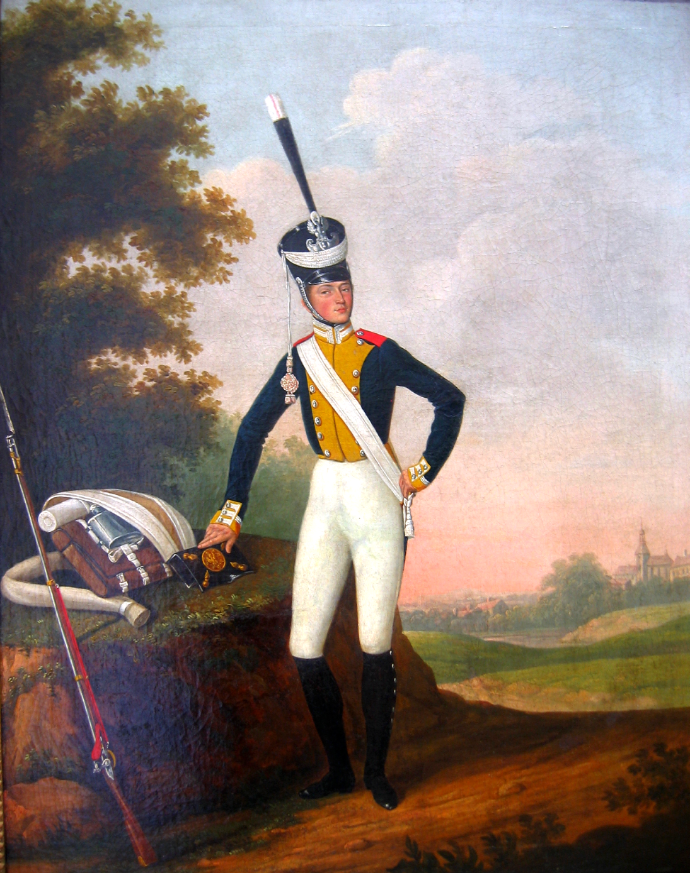
Adam Skawiński sierżant gwardii pieszej Królestwa Kongresowego

### Gwardia Królewska
Polskie oddziały gwardyjskie tworzyły wraz z gwardyjskimi pułkami litewskimi stacjonującymi w Warszawie rezerwowy korpus gwardii. Pułk strzelców pieszych gwardii został zlikwidowany w 1817. Gwardie stanowiły zatem pułk grenadierów gwardii i pułk strzelców konnych gwardii oraz bateria konna. Oddziały gwardyjskie były uprzywilejowane. Oficer przechodzący z gwardii do pułku liniowego awansował o jeden stopień.
Dowódcy Korpusu Rezerwowego i równocześnie dowódcy Dywizji Gwardii podporządkowany był batalion saperów i korpus pociągów, a także stacjonujące w Warszawie oddziały gwardii litewskiej (2 pułki piechoty, 3 pułki jazdy, 2 baterie artylerii).
- Polskie oddziały Korpus Rezerwowego Wojsk zostających pod rozkazami Naczelnego Wodza
  - Dowództwo Korpusu w Warszawie
    - dowódca korpusu – gen. jazdy hr. Wincenty Krasiński
    - szef sztabu – gen. bryg. Henryk Milberg

  - Dywizja Gwardii
    - Sztab Dywizji Gwardii w Warszawie
      - dowódca Gwardii – gen. jazdy hr. Wincenty Krasiński
      - szef sztabu – gen. bryg. Henryk Milberg

    - Pułk Strzelców Konnych Gwardii w Warszawie
    - Pułk Grenadierów Gwardii w Warszawie
    - Bateria Pozycyjna Artylerii Konnej Gwardii w Warszawie

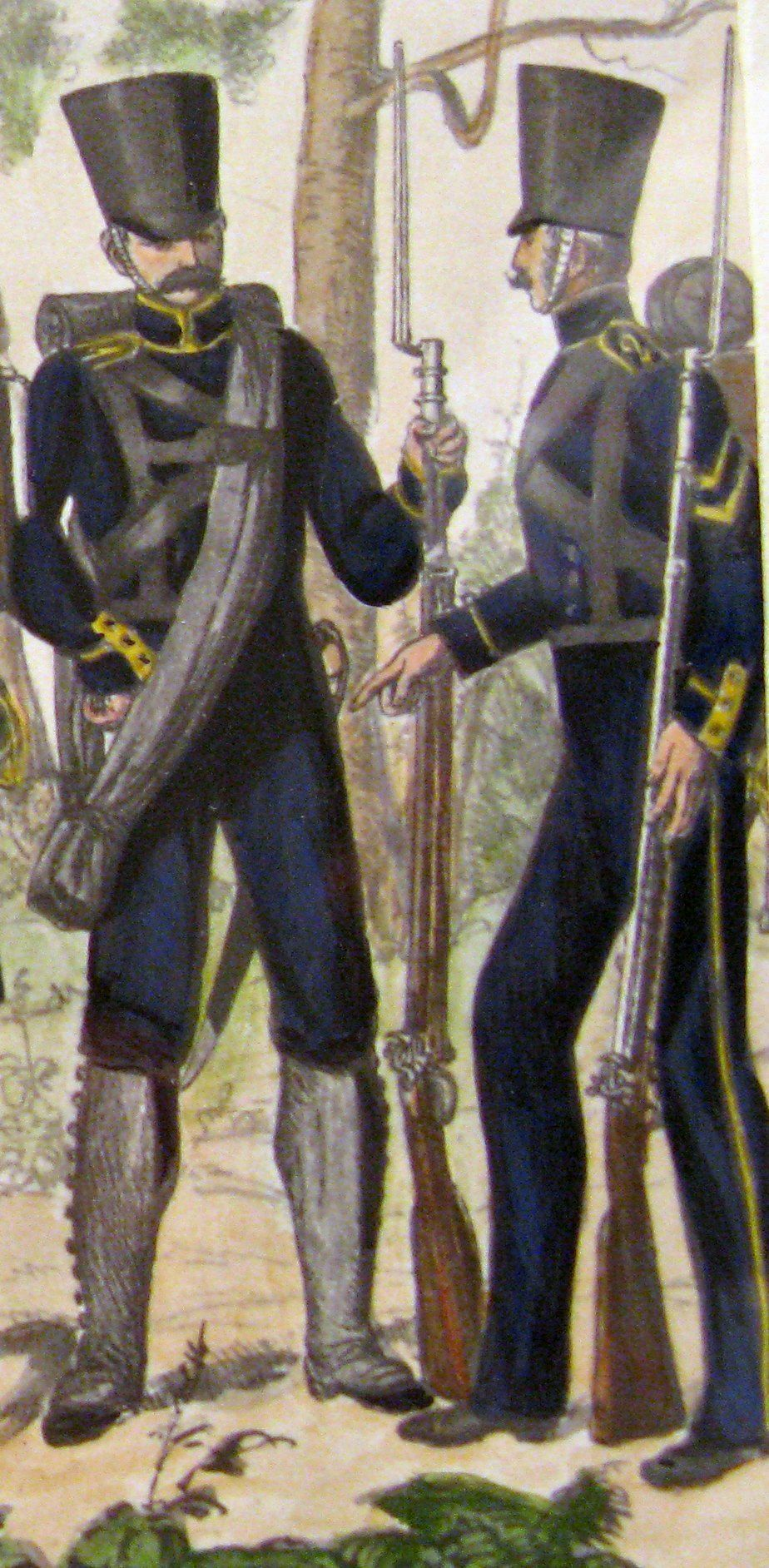
Żołnierze 3. i 4. pułku strzelców pieszych

### Wojska liniowe

#### Piechota
Piechotę tworzyły dwie dywizje piechoty po trzy brygady – dwie piechoty liniowej i jedna strzelców pieszych. Pułki składały się z dwóch batalionów, a te posiadały w swoim składzie cztery kompanie (na czas wojny pułki rozwijały się do czterech batalionów po osiem kompanii)
Dowódcą piechoty był do 1828 generał piechoty (broni) S. Trębicki, po nim objął te obowiązki generał piechoty Stanisław Potocki. Korpus Piechoty Królestwa Polskiego liczył według etatu z końca 1830 w 24 batalionach (96 kompaniach) około 24 600 żołnierzy i oficerów.
W skład jego wchodziły:
- 1 Dywizja Piechoty – Rawa
  - 1 brygada piechoty liniowej – Radom
    - 1 pułk piechoty – Mszczonów
    - 5 pułk piechoty – Radom

  - 2 brygada piechoty liniowej -Rawa
    - 2 pułk piechoty – Końskie
    - 6 pułk piechoty – Rawa Mazowiecka

  - 3 brygada strzelców pieszych – Sochaczew
    - 1 pułk strzelców pieszych – Sochaczew
    - 3 pułk strzelców pieszych – Płock
- 2 Dywizja Piechoty – Zamość
  - 1 brygada piechoty liniowej – Lublin
    - 3 pułk piechoty – Radom/ Lublin
    - 7 pułk piechoty – Lublin

  - 2 brygada piechoty liniowej – Warszawa
    - 4 Pułk Piechoty (słynni "Czwartacy") – Warszawa
    - 8 pułk piechoty – Pułtusk

  - 3 brygada strzelców pieszych – Zamość
    - 2 pułk strzelców pieszych – Płock
    - 4 pułk strzelców pieszych – Zamość

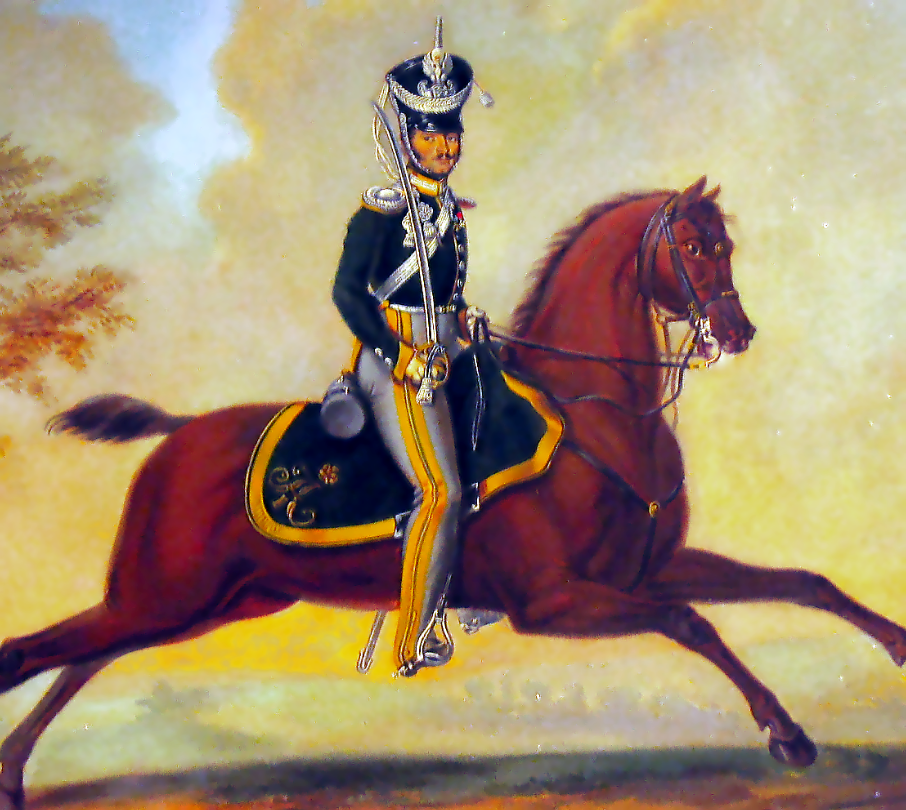
Seweryn Krzyżanowski, strzelec konny gwardii Królestwa Kongresowego

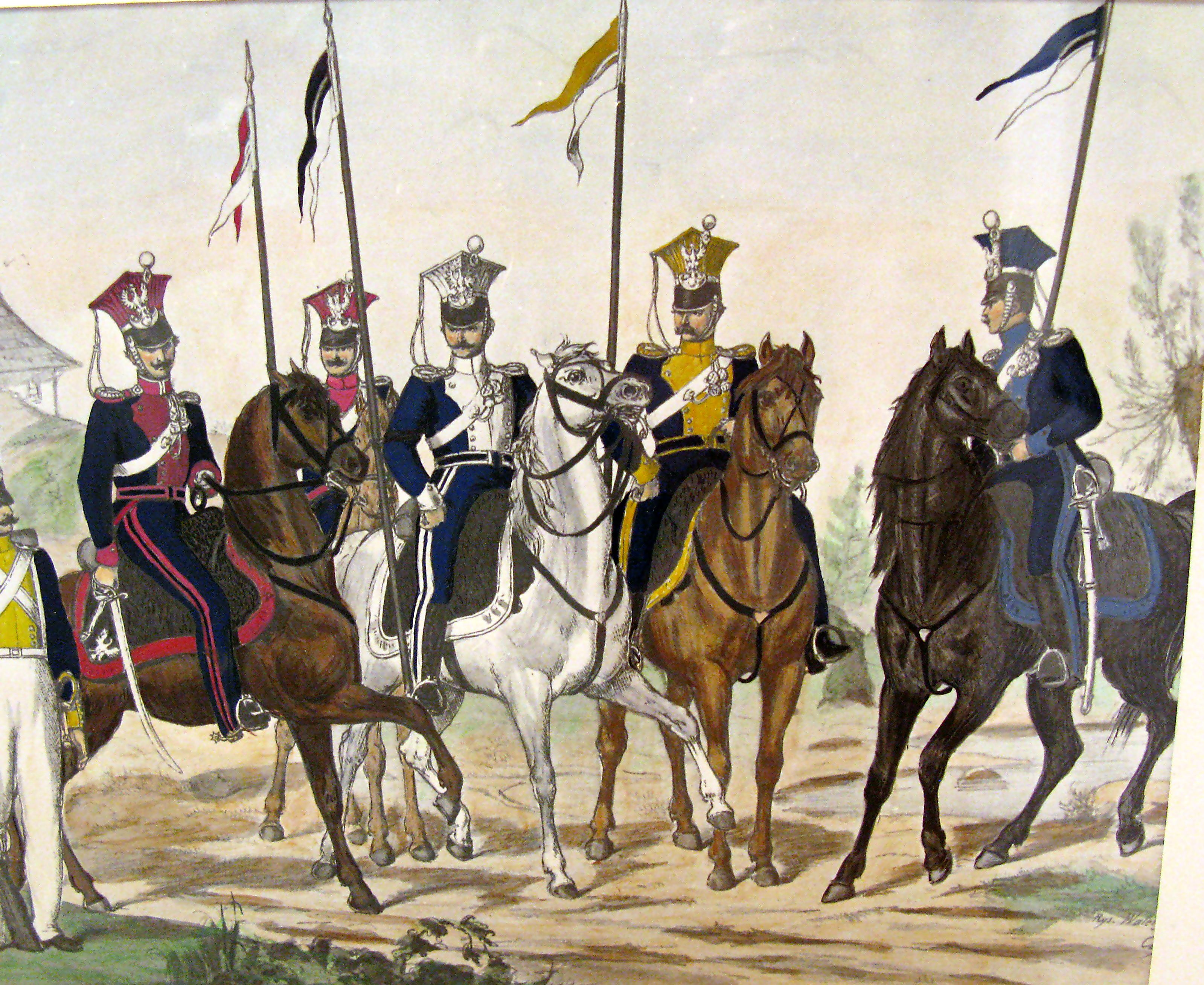
Polscy ułani w czasie powstania listopadowego: 1., 2., 3. i 4. pułk ułanów

#### Kawaleria
Jazdę królestwa stanowiły dwie dywizje (jedna ułanów, jedna strzelców konnych) po cztery pułki, a te po cztery szwadrony (na czas wojny po sześć szwadronów)
Dywizje tworzyły Korpus Jazdy Królestwa Kongresowego pod dowództwem generała kawalerii Aleksandra Rożnieckiego. Korpus w 1830 liczył 34 szwadronów, a w nich 6788 oficerów i żołnierzy.
Dywizję ułanów rozmieszczono na prawym brzegu Wisły ze sztabem w Lublinie, a dywizję strzelców konnych na lewym brzegu Wisły stała ze sztabem w Łowiczu. Pułk kawalerii składał się z dwóch dywizjonów po dwa szwadrony. Każda dywizja kawalerii posiadała baterię artylerii konnej.
W skład jego wchodziły
- Dywizja Strzelców Konnych
  - 1 brygada strzelców konnych
    - 1 pułk strzelców konnych – Piotrków
    - 3 pułk strzelców konnych – Sieradz (sztab)

  - 2 brygada strzelców konnych
    - 2 pułk strzelców konnych – Łowicz
    - 4 pułk strzelców konnych – Kutno
- Dywizja Ułanów (d-ca gen. dyw. Jan Weyssenhoff 1815-1831)
  - 1 brygada ułanów
    - 1 pułk ułanów – Lubartów
    - 3 pułk ułanów – Międzyrzec

  - 2 brygada ułanów
    - 2 pułk ułanów – Krasnystaw
    - 4 pułk ułanów – Chełm

### Jednostki specjalne

#### Artyleria i inżynieria
Dowódcą artylerii i inżynierii Wojska Polskiego był generał artylerii Karol Sierakowski (do 1819), po jego śmierci generał Hauke.

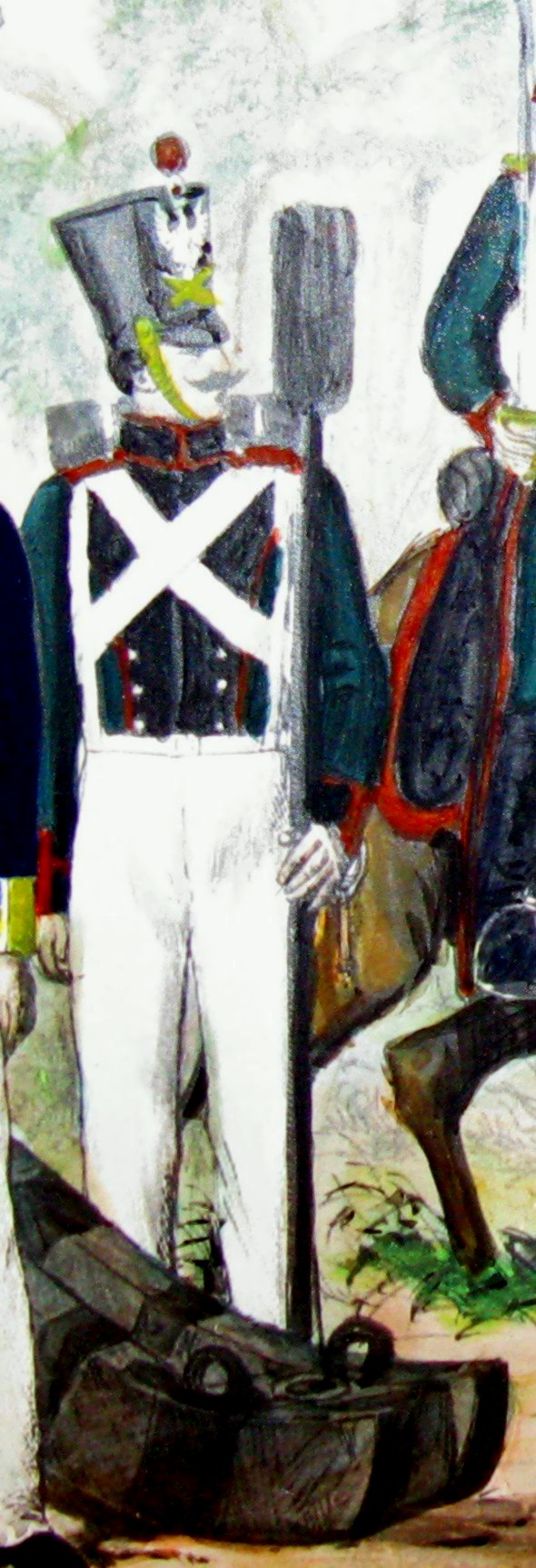
Żołnierz artylerii pieszej

#### Skład artylerii
Rodzaje artylerii królestwa to: artyleria polowa, piesza i konna, wałowa i rakietnicy.
Składała się z dwóch brygad artylerii pieszej po trzy baterie (jedna pozycyjna – ciężka i dwie lekkie), każda po dwanaście dział, tj. 6 armat i 6 granatników (tzw. jednorogów – haubic). W skład artylerii wchodziła również jedna brygada artylerii konnej z dwoma bateriami po osiem dział.
Ogółem artyleria składała się z 13 baterii (kompanii), około 3230 żołnierzy i oficerów oraz 96 dział polowych i garnizonowych.
- Brygada Artylerii Lekkokonnej
- 1 Brygada Artylerii Pieszej
- 2 Brygada Artylerii Pieszej
- korpus rakietników – Warszawa
  - półbateria konna artylerii
  - półkompania piesza artylerii
- kompania artylerii garnizonowej – Zamość
- kompania artylerii garnizonowej – Modlin
- bateria pozycyjna konna gwardii – Warszawa

#### Saperzy

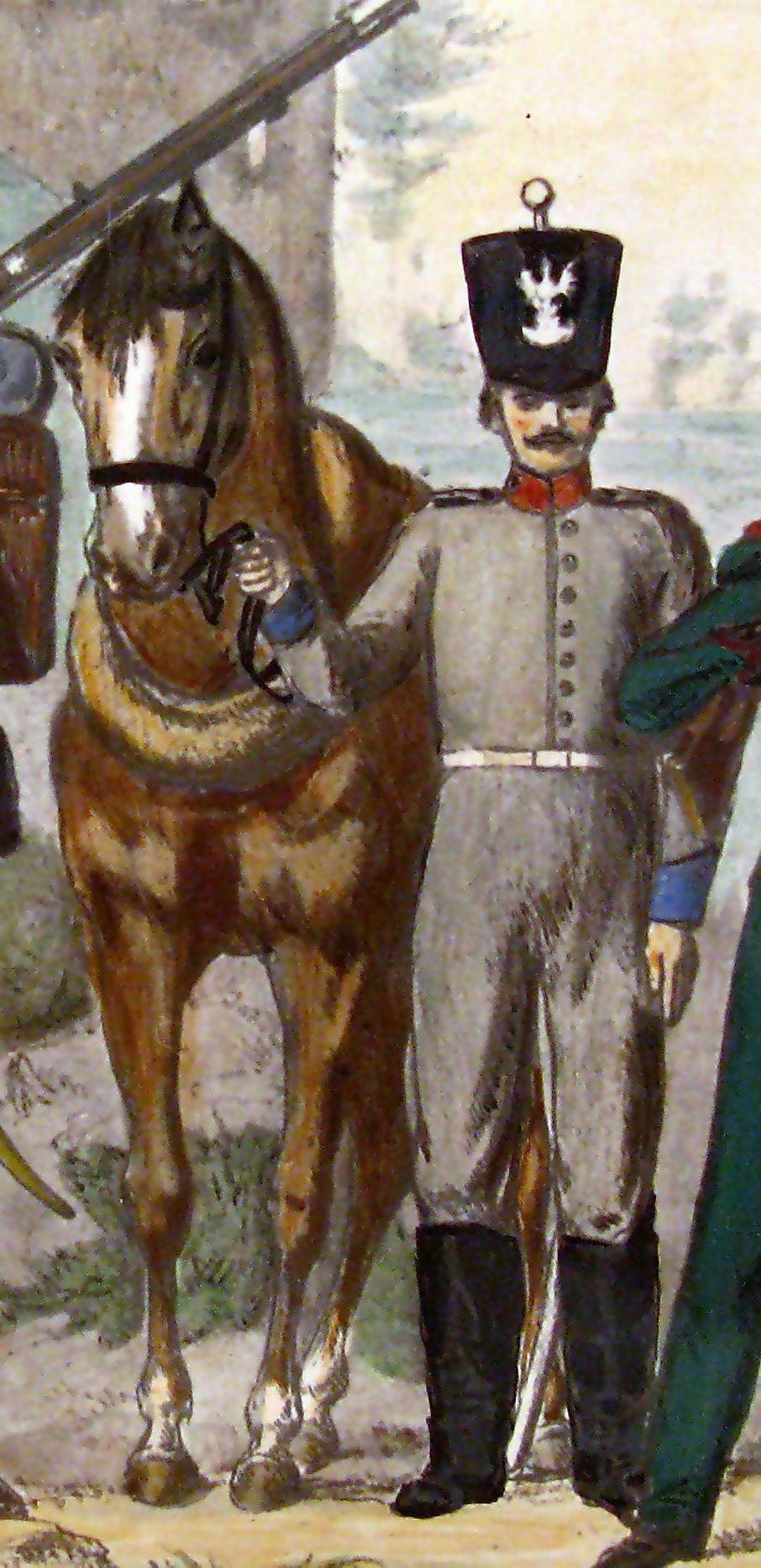
Żołnierz od „pociągu”

Wojsko Polskie w swoim składzie posiadało batalion inżynierii. Należał formalnie do gwardii. Dowodził nim płk Edward Makowski. Liczył ok. 1000 ludzi, a jego żołnierzami byli przeważnie synowie warszawskich rzemieślników.
Batalion inżynierii – Warszawa
- 1 kompania pionierów (minerów)
- 2 kompania pionierów
- kompania pontonierów
- kompania saperów

#### Pociągi (tabory)

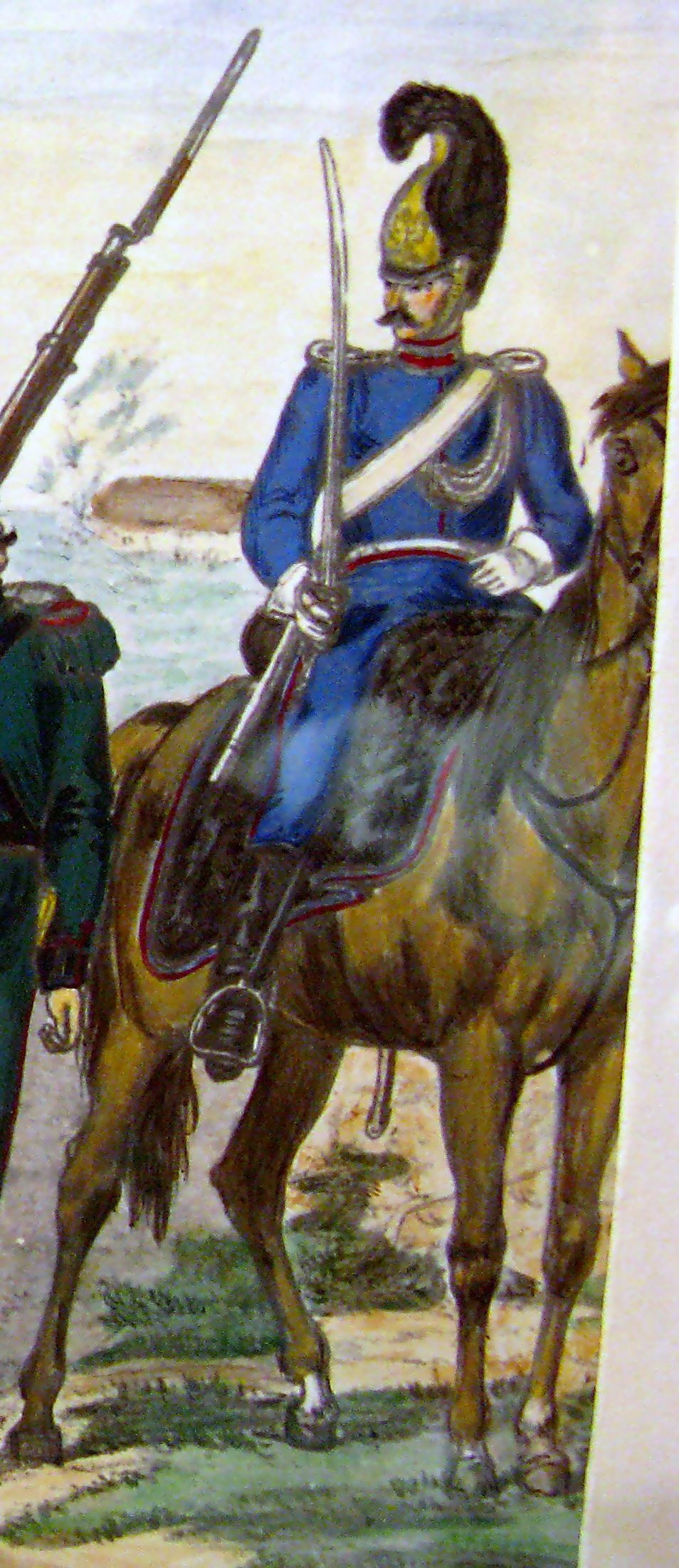
Karabinier konny

Korpus pociągów (taborów)
- 1 kompania gwardyjska
- 2 kompania gwardyjska
- 1 batalion liniowy
  - 6x kompania
    - 8 wozów
- 2 batalion liniowy
- 3 batalion liniowy

#### Żandarmeria
Korpus Żandarmerii został zorganizowany 17 października 1816. Zgodnie z etatem liczył 43 oficerów i 339 podoficerów, trębaczy i żołnierzy, posiadających umiejętność czytania i pisania. Żandarmi stacjonowali w miastach wojewódzkich i obwodowych. Dowódcami byli: pułkownik Stanisław Dulfus i podpułkownik Antoni Strażyński. 27 grudnia 1830 dowódcą Żandarmerii został major 2 Pułku Strzelców Konnych Franciszek Sznajde. 7 lutego 1831 Wódz Naczelny, Michał Gedeon Radziwiłł wydał rozkaz o przeformowaniu Korpusu Żandarmerii w Dywizjon Karabinierów Konnych, pododdział jazdy przeznaczony do służby w polu.

### Korpusy
- korpus kwatermistrzostwa

Utworzony na wzór rosyjski, spełniał funkcje dzisiejszego sztabu generalnego
Korpus weteranów czynnych
Składał się z trzech batalionów rozmieszczonych kompaniami po całym kraju.
Korpus audytorski
Audytorem generalnym był gen. Ksawery Krysiński (od 1825 Leon Tarnowski). Urzędy audytorskie znajdowały się przy pułkach i dywizjach. Prawo karne wojskowe opierało się na dekretach francuskich. Jego przepisy były bardzo surowe. Stosowano min. kary cielesne.
Korpus duszpasterski
Duszpasterstwo rozpoczynało się od szczebla pułku. Kapelan pułkowy – porucznik podlegał bezpośrednio naczelnemu kapelanowi wojska. Spełniał on funkcje związane zarówno ze sferą religijną jak i wychowawczą.
Korpus cywilnych urzędników wojskowych

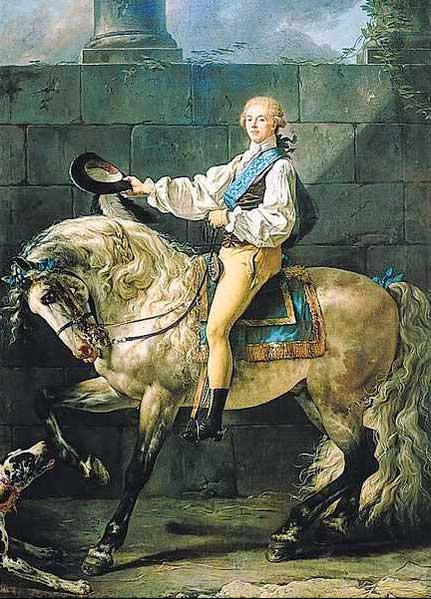
Stanisław Kostka Potocki, komendant Korpusu kadetów

### Szkolnictwo
- Szkoła Podchorążych Piechoty
- Szkoła Podchorążych Jazdy

Kształciły kadetów, którzy część służby odbyli w pułku i osiągnęli tam stopień podoficerski. Szkolenie charakteryzował duży nacisk na stronę formalną. Doprowadzało do mistrzowskiego osobistego wyćwiczenia, znakomitego opanowania przepisów musztry i obrotów.
- Szkoła Aplikacyjna

Kształcąca oficerów "uczonych broni"  (kwatermistrzostwa, inżynierii, artylerii i saperów)
- Korpus kadetów w Kaliszu – był wojskową szkołą średnią dla młodzieży
- Szkoła Zimowa Artylerii - kształciła kadrę oficerską artylerii
- Szkoła Bombardierów - szkoliła korpus podoficerski w artylerii

## Wojsko Polskie w okresie powstania listopadowego
W chwili wybuchu powstania Wojsko Polskie liczyło 27 543 żołnierzy. Do służby wojskowej powoływano na sześć lat mężczyzn w wieku od 20 do 30 lat. Według szacunków w Królestwie znajdowało się około 205 000 mężczyzn zdolnych do służby wojskowej.
4 grudnia 1830 powołano do służby w pierwszej kolejności żołnierzy wcześniej zdymisjonowanych. Tworzono w ten sposób trzecie i czwarte bataliony piechoty oraz piąte i szóste szwadrony (trzecie dywizjony jazdy).
W kolejnych dniach wydawano kolejne rozporządzenia. Ustanowiona została organizacja Straż Bezpieczeństwa z organizacją na dziesiątki i setki. Powołano do niej mężczyzn zdolnych do noszenia broni od lat 18 do 45. Ustanowiona została też Gwardia Ruchoma, wybrana ze straży bezpieczeństwa. Zorganizowano ją w system batalionowy na wzór batalionów piechoty liniowej, (każdy w składzie 4 kompanii).
Do batalionów tych w styczniu 1831 powołano wszystkich oficerów dymisjonowanych. W styczniu też postanowiono utworzyć 16 pułków piechoty liniowej z gwardii ruchomej (po dwa z każdego województwa). Wydane zostało rozporządzenie o wystawieniu z każdych 50 "dymów" jeźdźca konnego ubranego i uzbrojonego.
Postanowieniem Dyktatora Królestwo zostało podzielone na dwa obszary militarne: senator Małachowski mianowany został regimentarzem w czterech województwach po lewej stronie Wisły, Roman Sołtyk w czterech po prawej.
10 stycznia zreformowano sposób prowadzenia poboru i mianowano generałów do organizacji wojskowej. Byli to: gen. Żółtowski w województwach lubelskim i podlaskim, gen. Pawłowski w płockim i augustowskim, gen. Przebendowski w mazowieckim i kaliskim, a gen. Dziekoński w krakowskim i sandomierskim.
Po częściowej mobilizacji 24 stycznia 1831 (w przeddzień ogłoszenia detronizacji) Wojsk Polskie liczyło ok. 70 000 żołnierzy.
W pierwszej fazie powstania piechota zorganizowana była w czterech dywizjach. Wiosną zorganizowano piątą.
1 Dywizja — dowódcy: generał dywizji Jan Krukowiecki, generał brygady Maciej Rybiński
- 1 brygada — generał brygady Antoni Giełgud
- 2 brygada — generał brygady Kazimierz Małachowski

2 Dywizja — dowódcy: generałowie brygady Franciszek Żymirski i Antoni Giełgud
- 1 brygada — generał brygady Franciszek Rohland
- 2 brygada — generał brygady Józef Czyżewski

3 Dywizja — dowódcy: pułkownik Jan Skrzynecki, generał brygady Kazimierz Małachowski
- 1 brygada — pułkownik Ludwik Bogusławski
- 2 brygada — pułkownik Bazyli Wierzbicki

4 Dywizja — dowódcy: generałowie brygady Piotr Szembek, Henryk Milberg
- 1 brygada — generał brygady Milberg
- 2 brygada — pułkownik Julian Bieliński

5 Dywizja — dowódcy: pułkownik Henryk Ignacy Kamieński, generał brygady Jan Kanty Julian Sierawski
- 1 brygada — pułkownik Jakub Krasicki
- 2 brygada — pułkownik Walenty Zawadzki

Po skreśleniu 2 Dywizji ze stanu armii i wkroczeniu jej do Prus utworzono

6 Dywizję — dowódca generał brygady Julian Bieliński
- 1 brygada — pułkownik Wacław Sierakowski
- 2 brygada — pułkownik Franciszek Młokosiewicz

W kolejnych miesiącach dokonano podziału na korpusy:
I Korpus generała Jana N. Umińskiego
- 1 Dywizja Piechoty
- 4 Dywizja Piechoty
- dywizja jazdy generała Bonifacego Jagmina

II Korpus generała Girolamo Ramorino
- 5 Dywizja Piechoty
- 6 Dywizja Piechoty
- 3 Dywizja Jazdy

III Korpus generała Henryka Dembińskiego
- 3 Dywizja Piechoty
- brygada jazdy generała Mamerta Dłuskiego

Korpus Jazdy generała Tomasza Łubieńskiego
dywizja (trzybrygadowa) generała Kazimierza Skarżyńskiego
Osobno działały małe korpusy generała Andrzeja Ruttiego („oddział litewski” po generale Henryku Dembińskim) i generała Samuela Różyckiego.

### Działania zbrojne

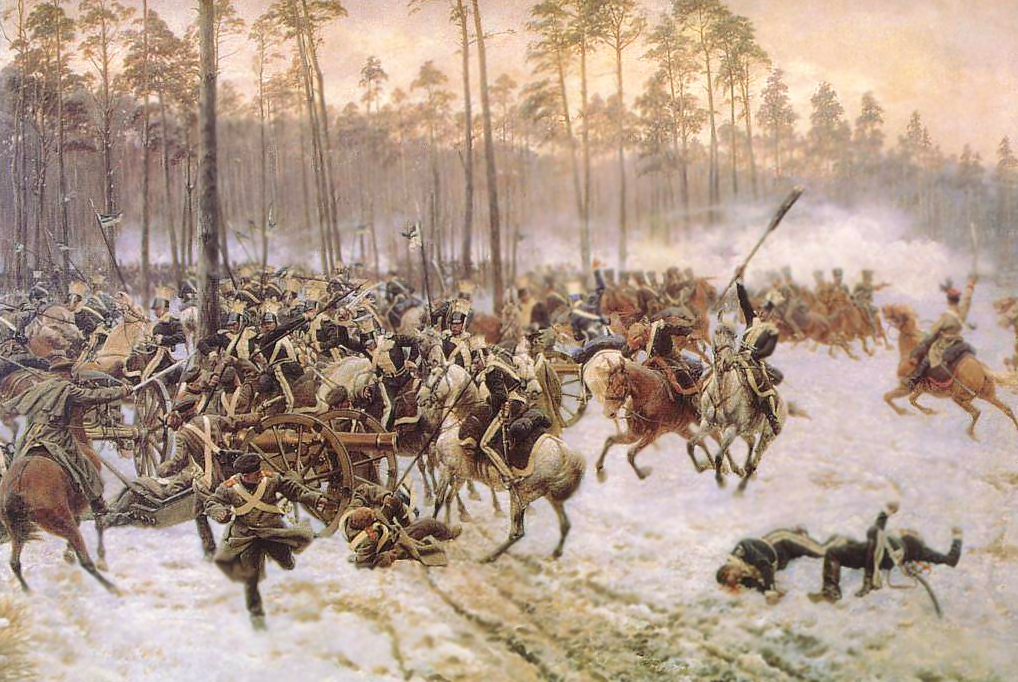
Bitwa pod Stoczkiem, obraz Jana Rosena, 1890.

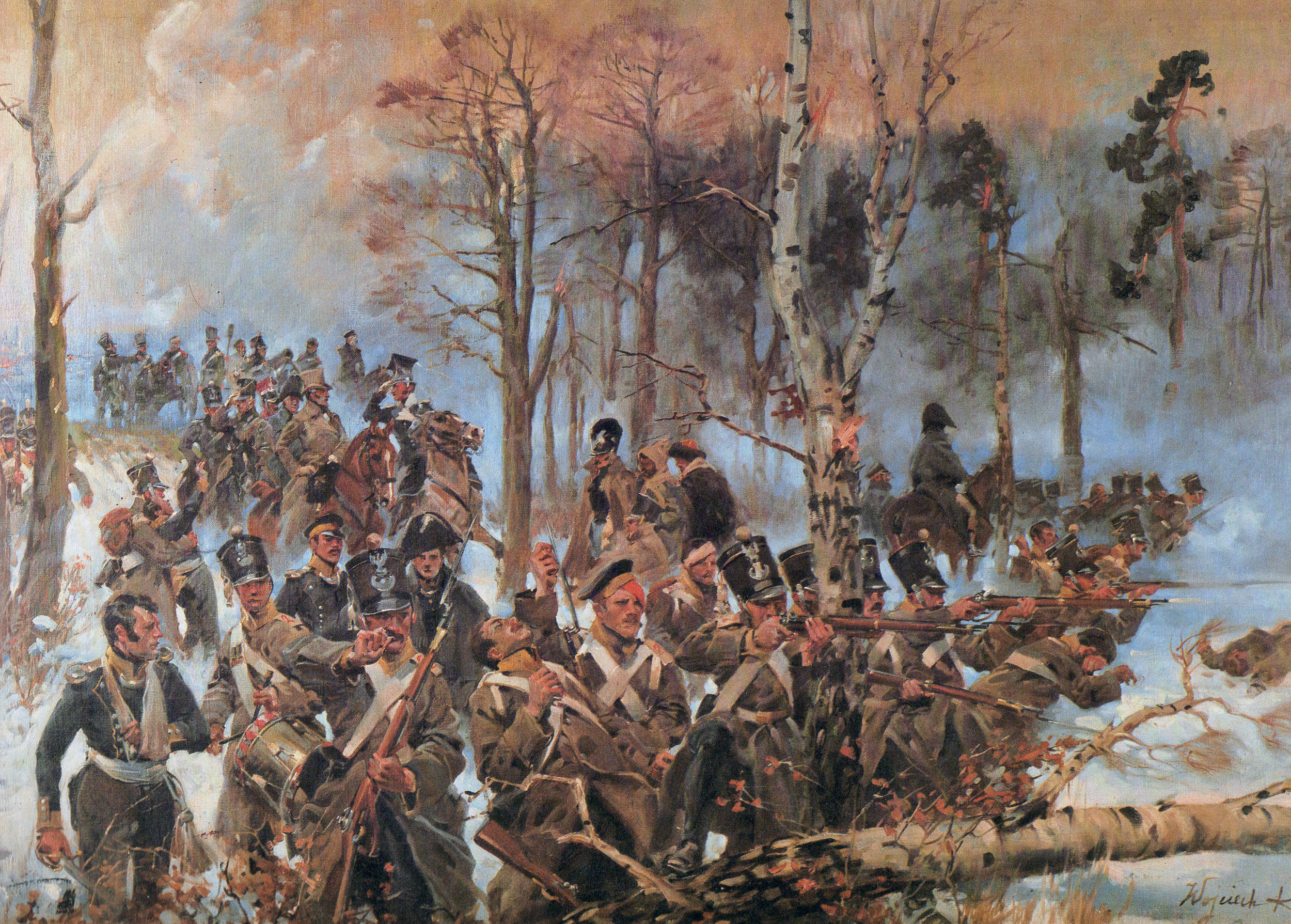
Bitwa o Olszynkę Grochowską, mal. Wojciech Kossak

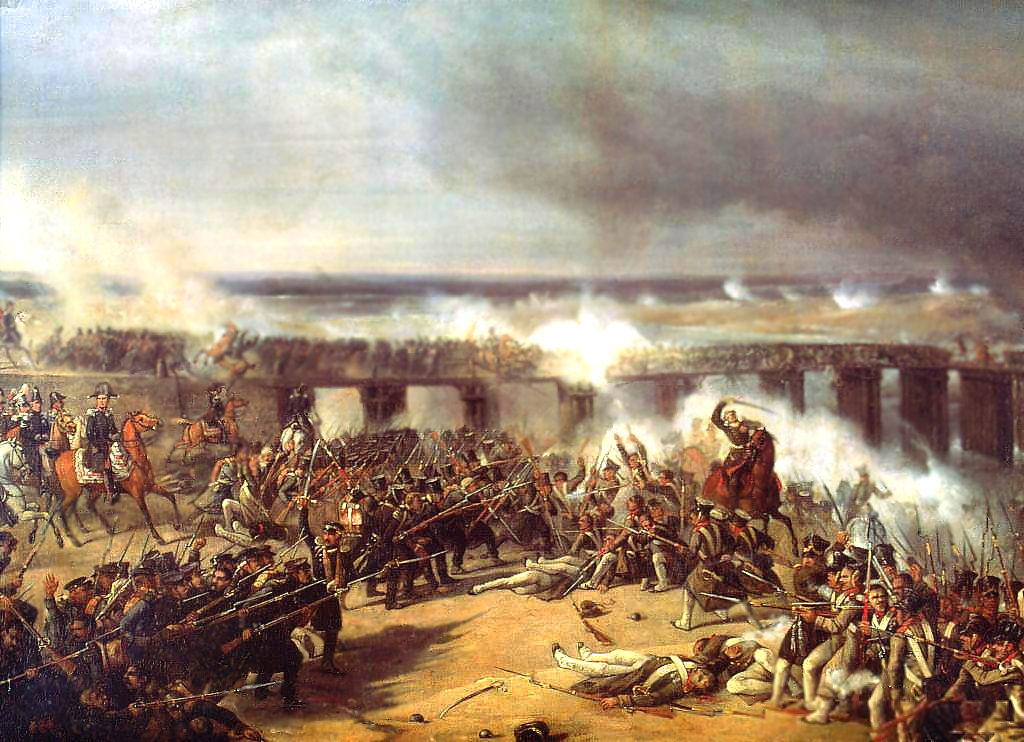
Bitwa pod Ostrołęką dnia 26 maja 1831 roku autorstwa Karola Malankiewicza

Działania zbrojne rozpoczął atak na Belweder i próba zamachu na wielkiego ks. Konstantego podjęta przez spiskowców cywilnych ze sprzysiężenia Piotra Wysockiego (tzw. belwederczycy) oraz wystąpienie zbrojne podchorążych i oficerów Szkoły Podchorążych Piechoty w Warszawie do których przyłączył się lud Warszawy (tzw. Noc Listopadowa). Warszawa została opanowana.
4 stycznia 1831 do Królestwa wkroczyła armia rosyjska pod dowództwem feldmarszałka Iwana Dybicza, maszerując ku Warszawie.
14 lutego, pod Stoczkiem, jazda polska gen. Józefa Dwernickiego pokonała rosyjską brygadę kawalerii, a 25 lutego pod Grochowem w walnej bitwie wojsk polskich pod wodzą Chłopickiego z głównymi siłami nieprzyjaciela wstrzymano rosyjską ofensywę.
W marcu wojsko polskie przystąpiło do ograniczonej ofensywy odnosząc sukcesy w bitwach: 31 marca pod Dębem Wielkim i 10 kwietnia pod Iganiami. Niepowodzeniem zaś i klęską pod Ostrołęką 26 maja zakończyła się wyprawa polska przeciw gwardii rosyjskiej.
Na Litwie i Białorusi powstanie wybuchło w marcu 1831 i trwało do lipca. Miało głównie charakter walk partyzanckich.
W sierpniu 1831 wojska rosyjskie pod dowództwem feldmarszałka Iwana Paskiewicza przeszły Wisłę w rejonie granicy pruskiej i ruszyły na Warszawę.
Bezczynność władz powstańczych, liczących m.in. na interwencję państw zachodnich, hamowała działania wojsk. 15 sierpnia lud Warszawy dokonał samosądu na kilku generałach więzionych pod zarzutem zdrady.
Po szturmie 6-7 września (obrona umocnień Woli) wojska rosyjskie zdobyły Warszawę.
Większość wojsk polskich we wrześniu i październiku 1831 przekroczyła granicę austriacką i pruską. Część przywódców powstania oraz jej aktywnych uczestników udała się na emigrację (Wielka Emigracja).

## Epilog
Po upadku powstania nastąpiły represje władz rosyjskich. Kilkadziesiąt tysięcy żołnierzy polskich wcielono do armii rosyjskiej i wysłano w głąb Rosji. Ich dzieci zaś umieszczono w rosyjskich. tzw. koloniach wojennych.
Wojsko Polskie w swojej regularnej formie przestało istnieć. Odrodziło się dopiero na początku XX wieku.
Oczywiście polskie formacje zbrojne walczyły nadal na frontach ówczesnej Europy pod różnymi sztandarami. Za broń chwycili również w 1863 powstańcy przez historię nazwani styczniowymi.

## Galeria wybranych dowódców

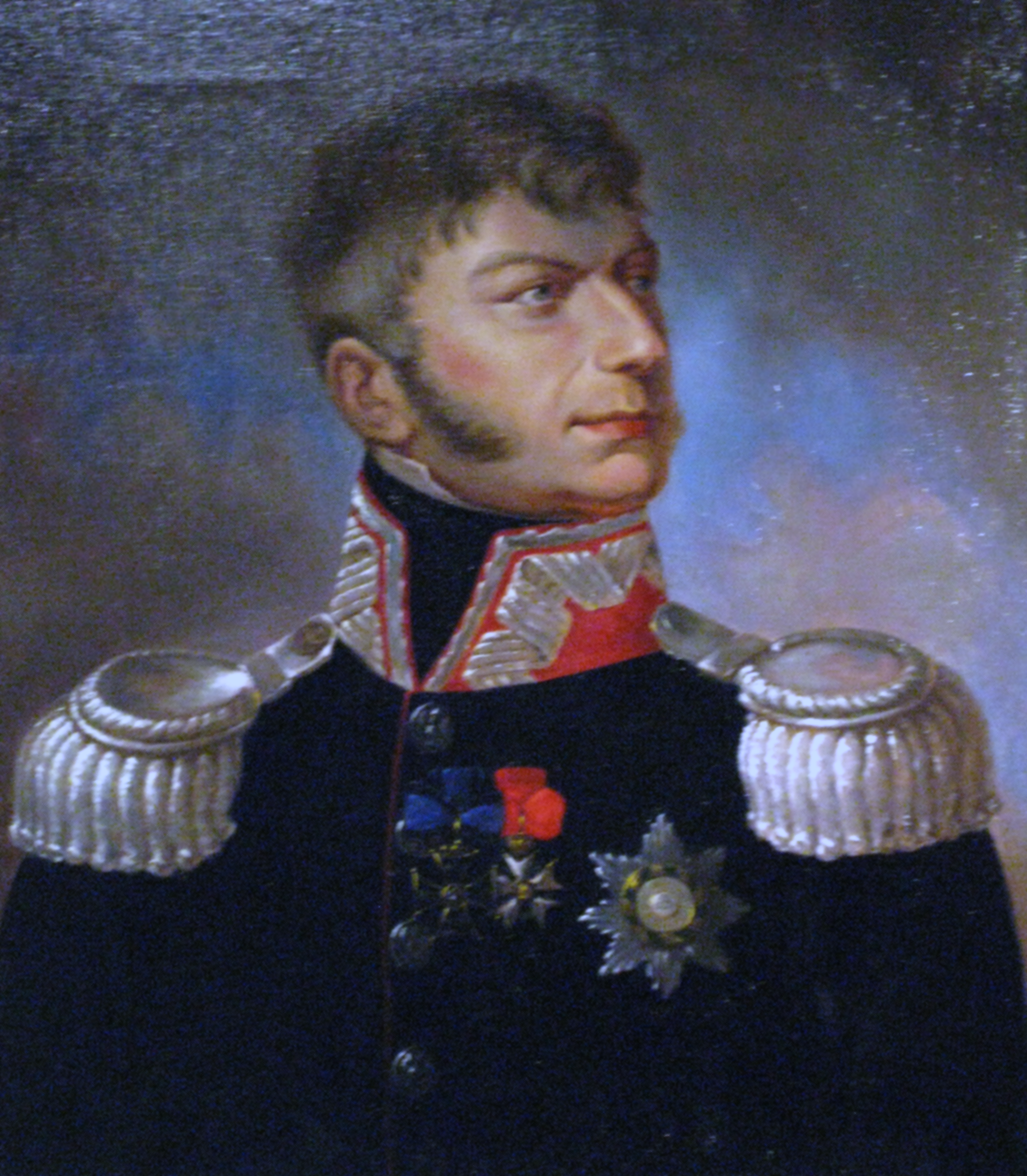
Józef Chłopicki
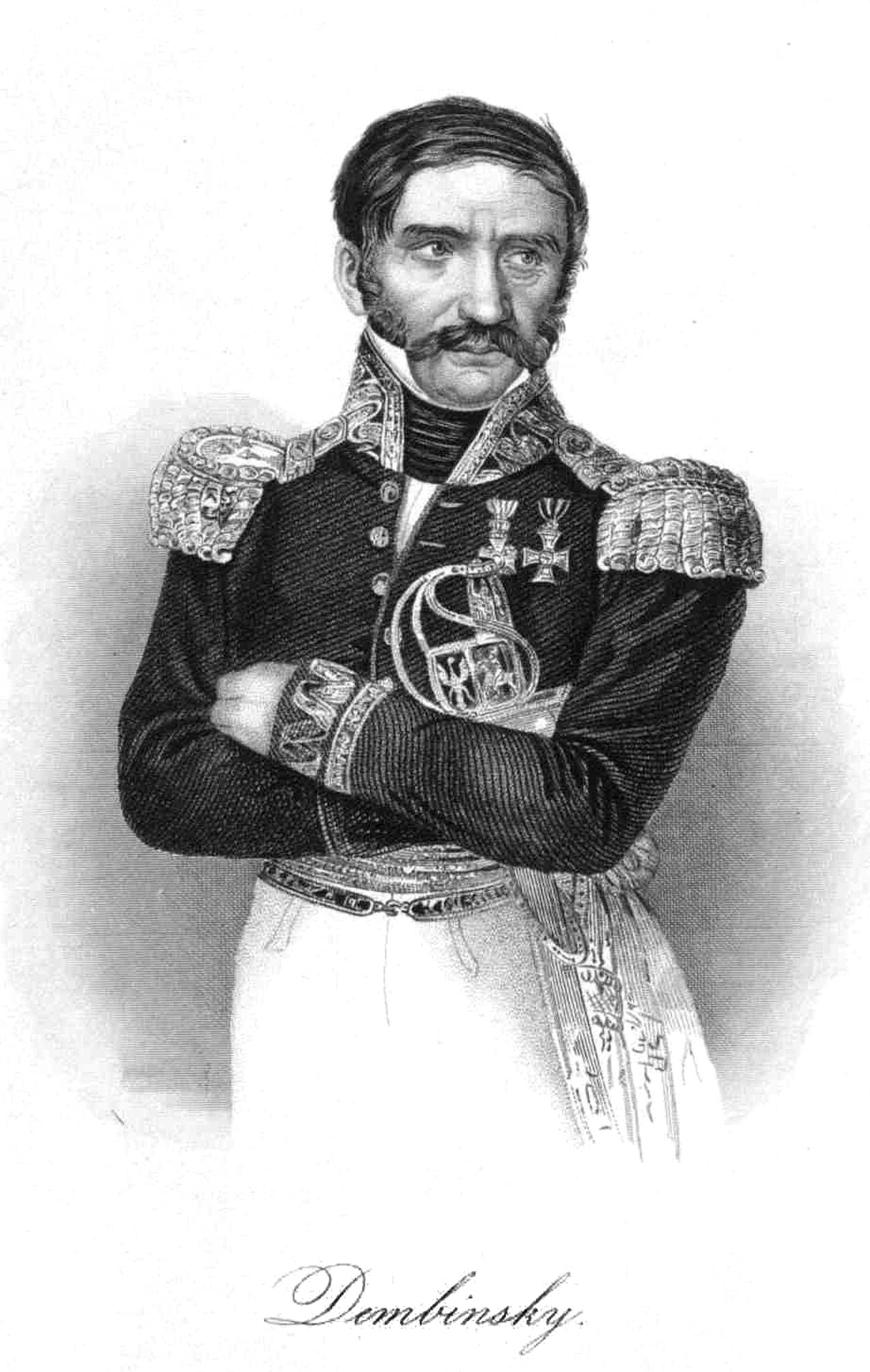
Henryk Dembiński
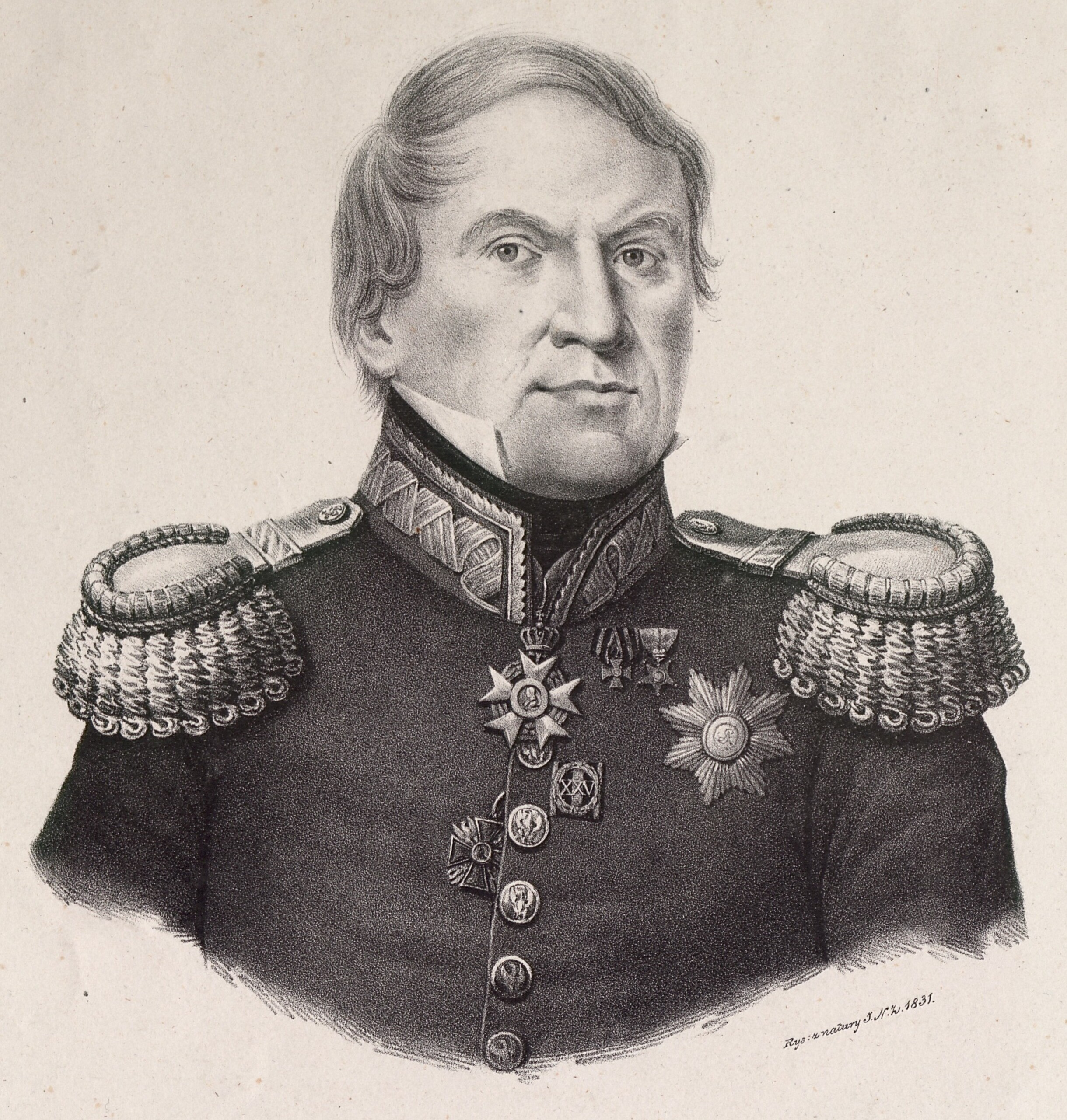
Jan Krukowiecki
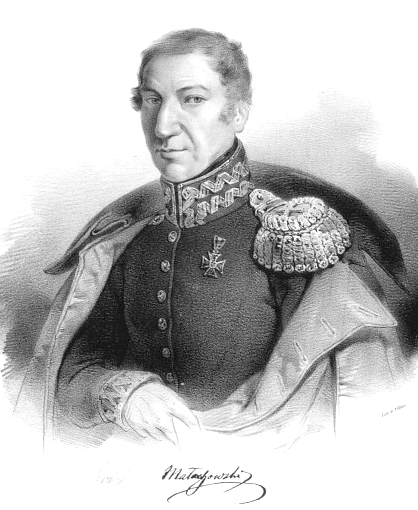
Kazimierz Małachowski
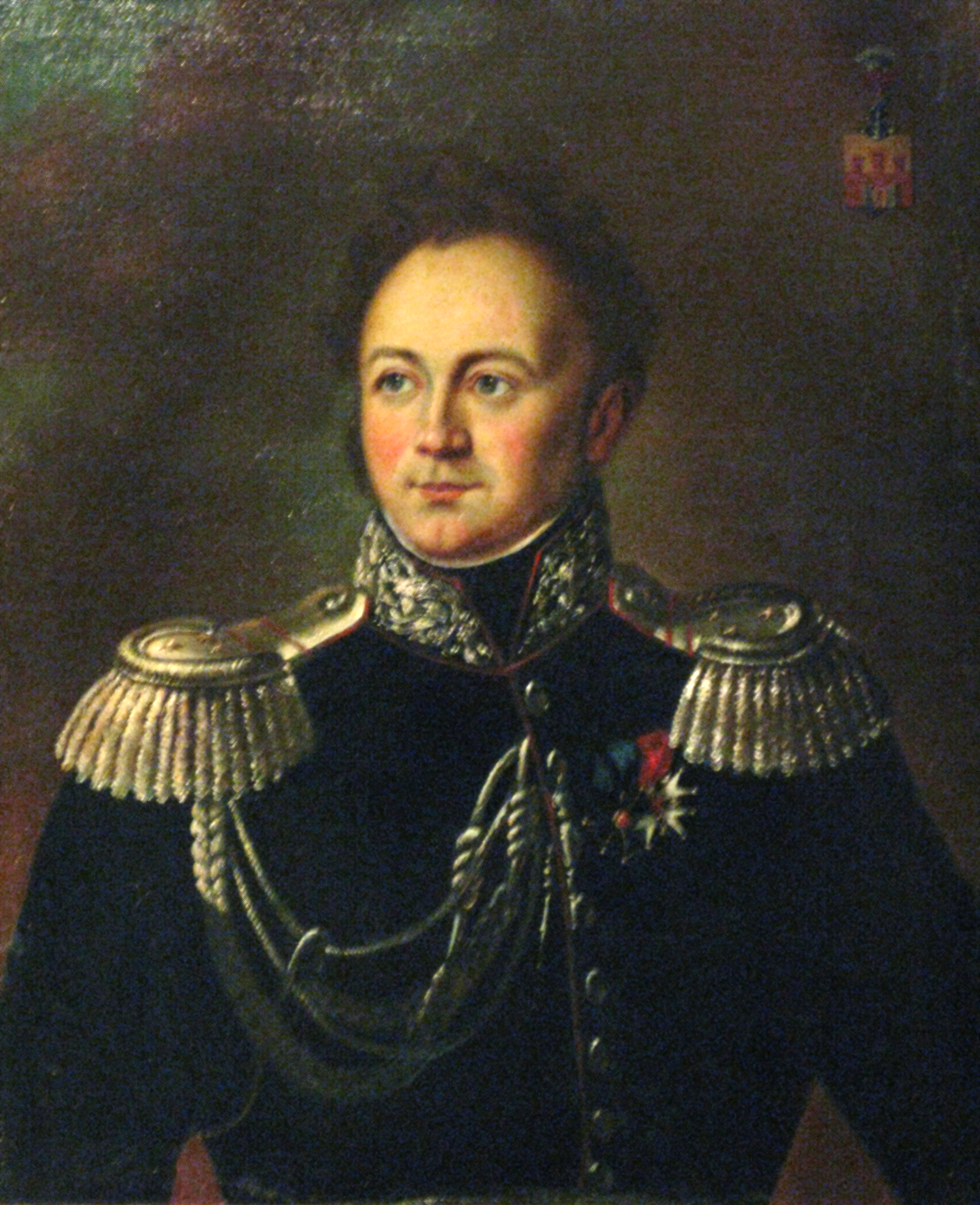
Ignacy Prądzyński
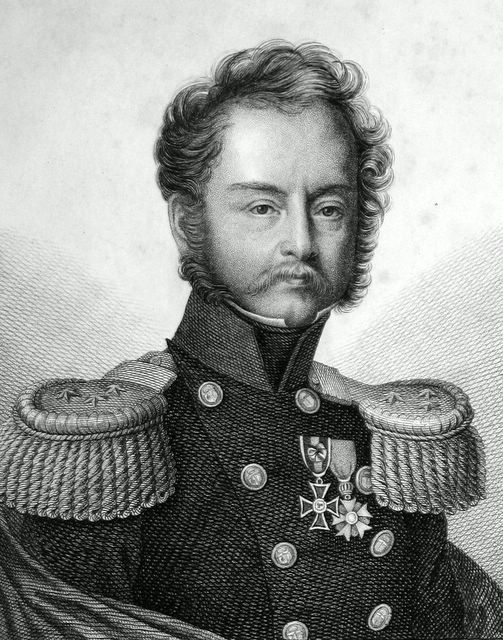
Girolamo Ramorino
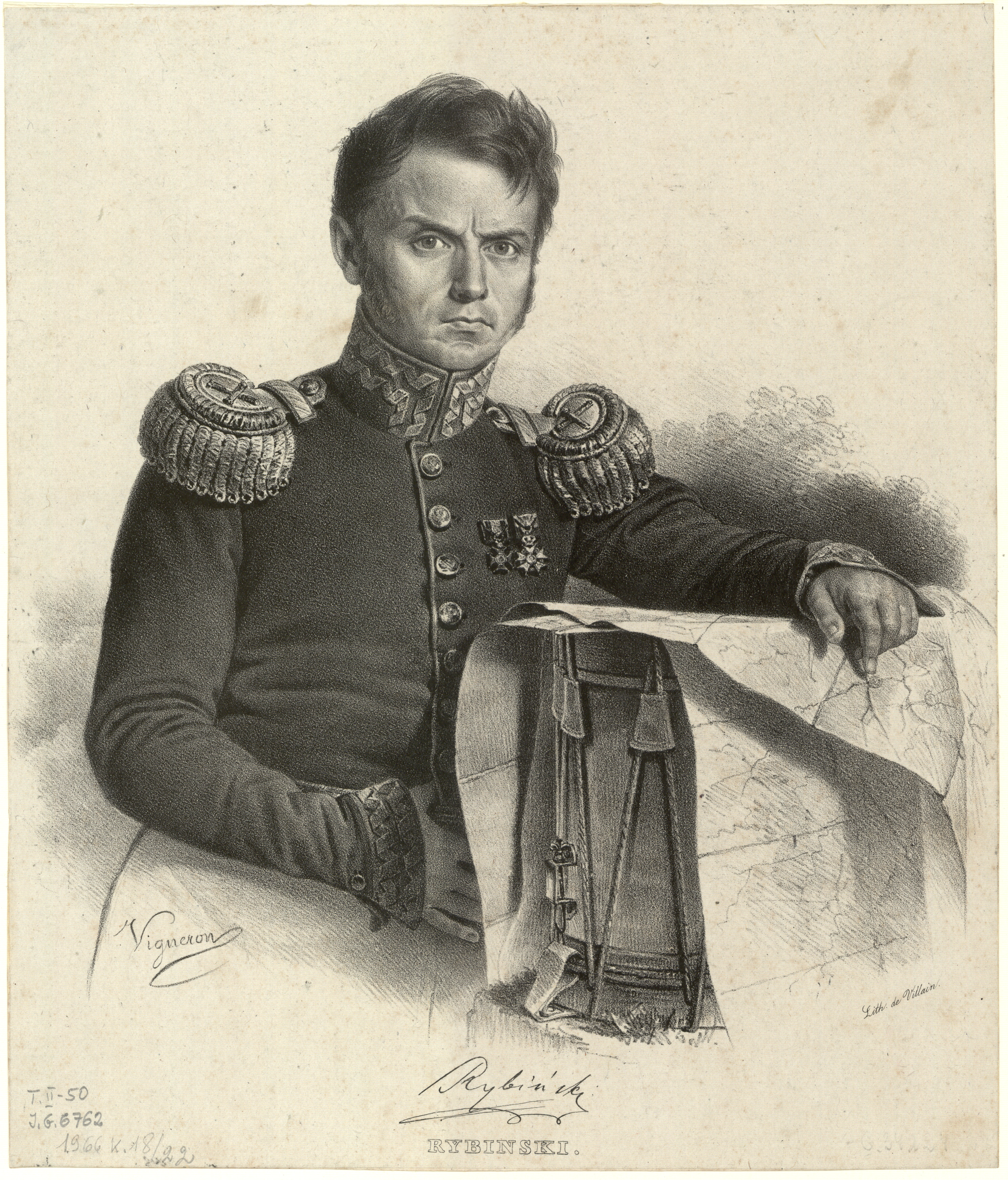
Maciej Rybiński
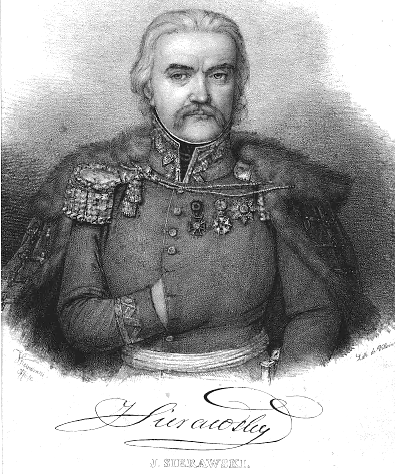
Jan Kanty Julian Sierawski
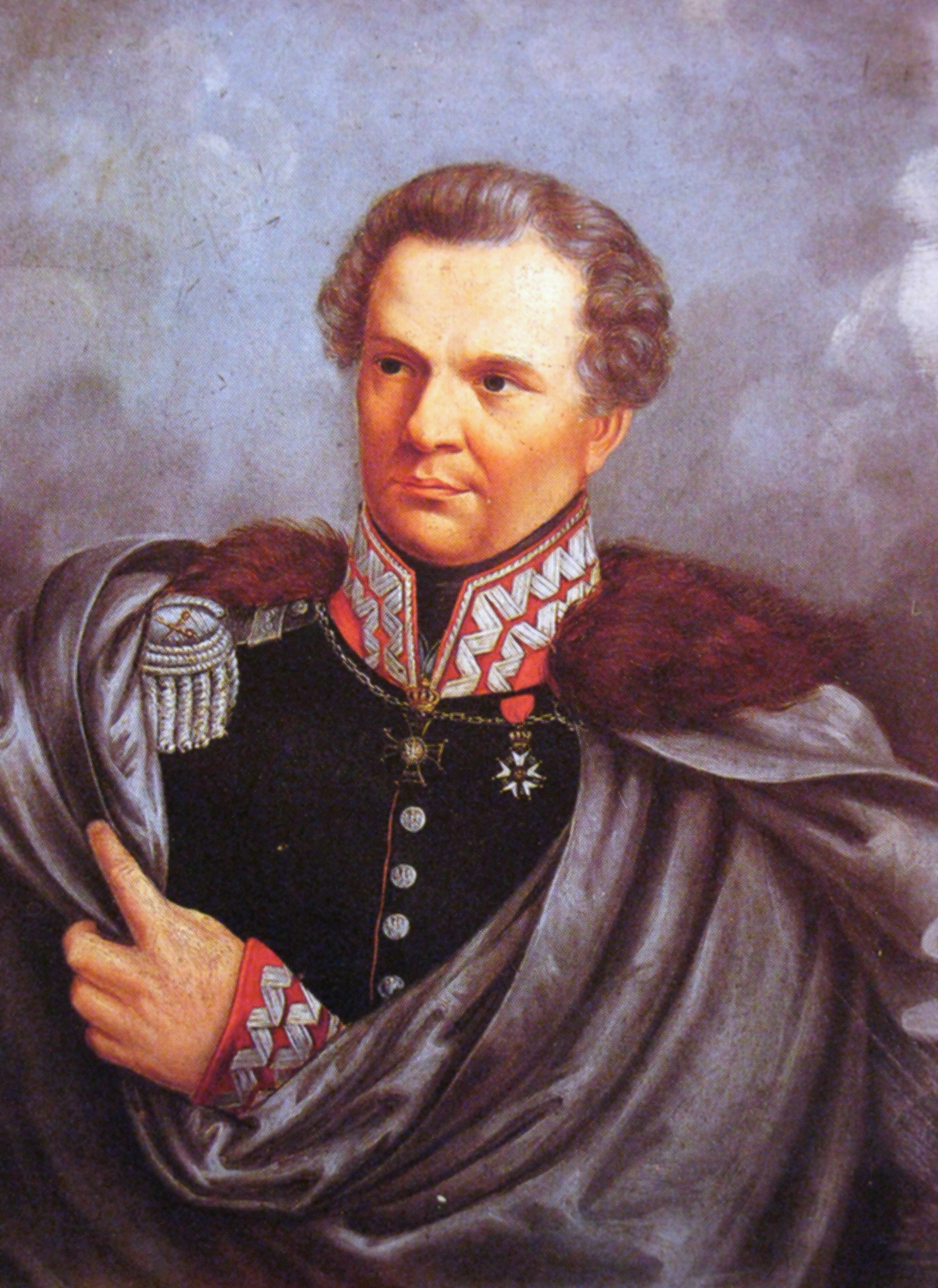
Jan Zygmunt Skrzynecki
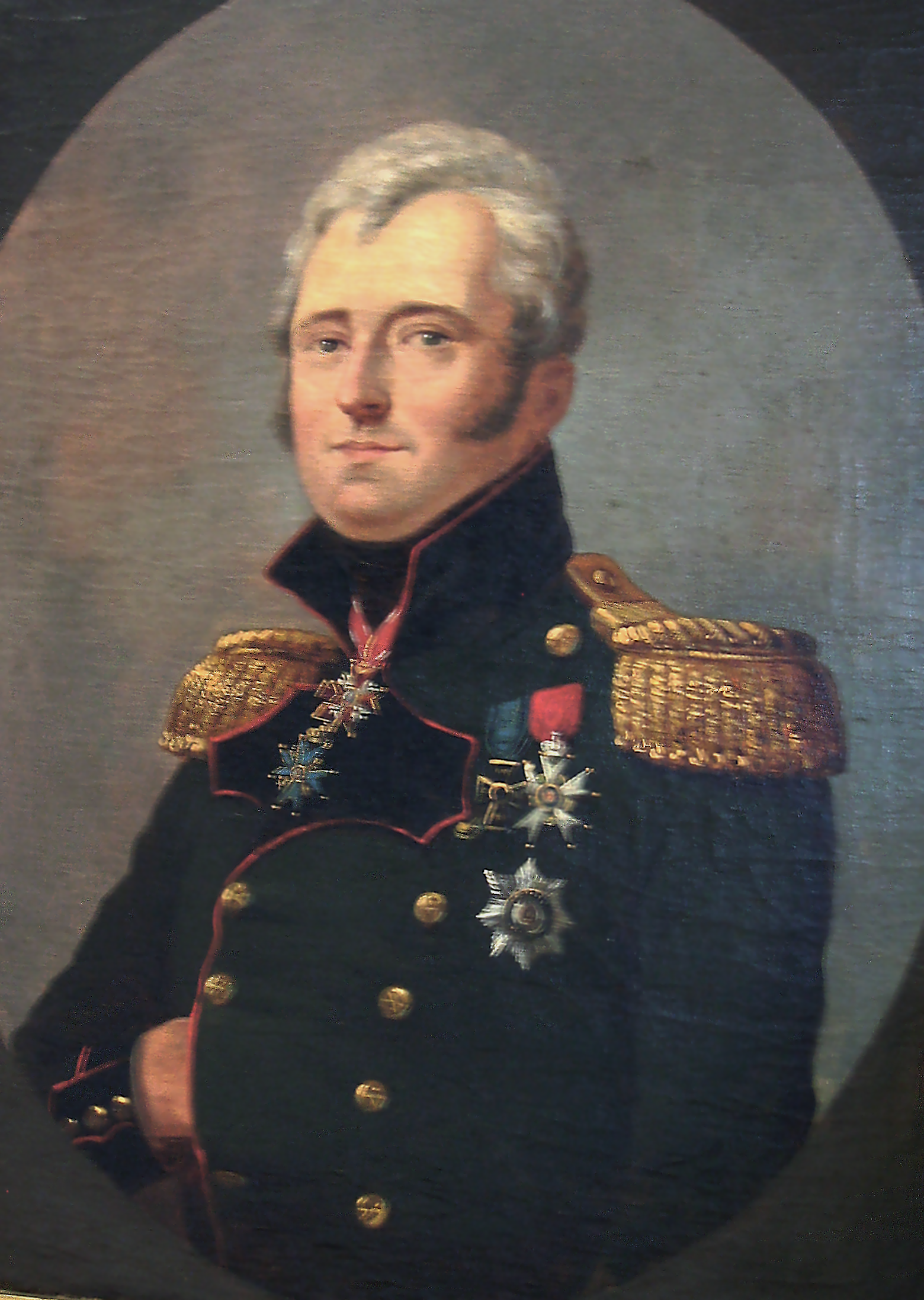
Józef Sowiński
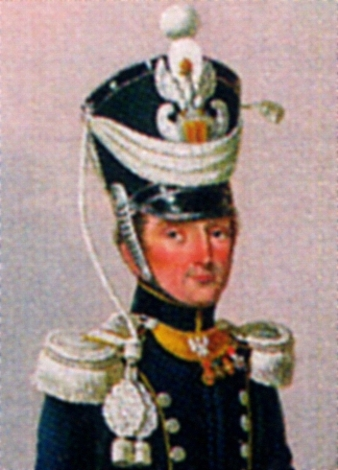
Piotr Szembek
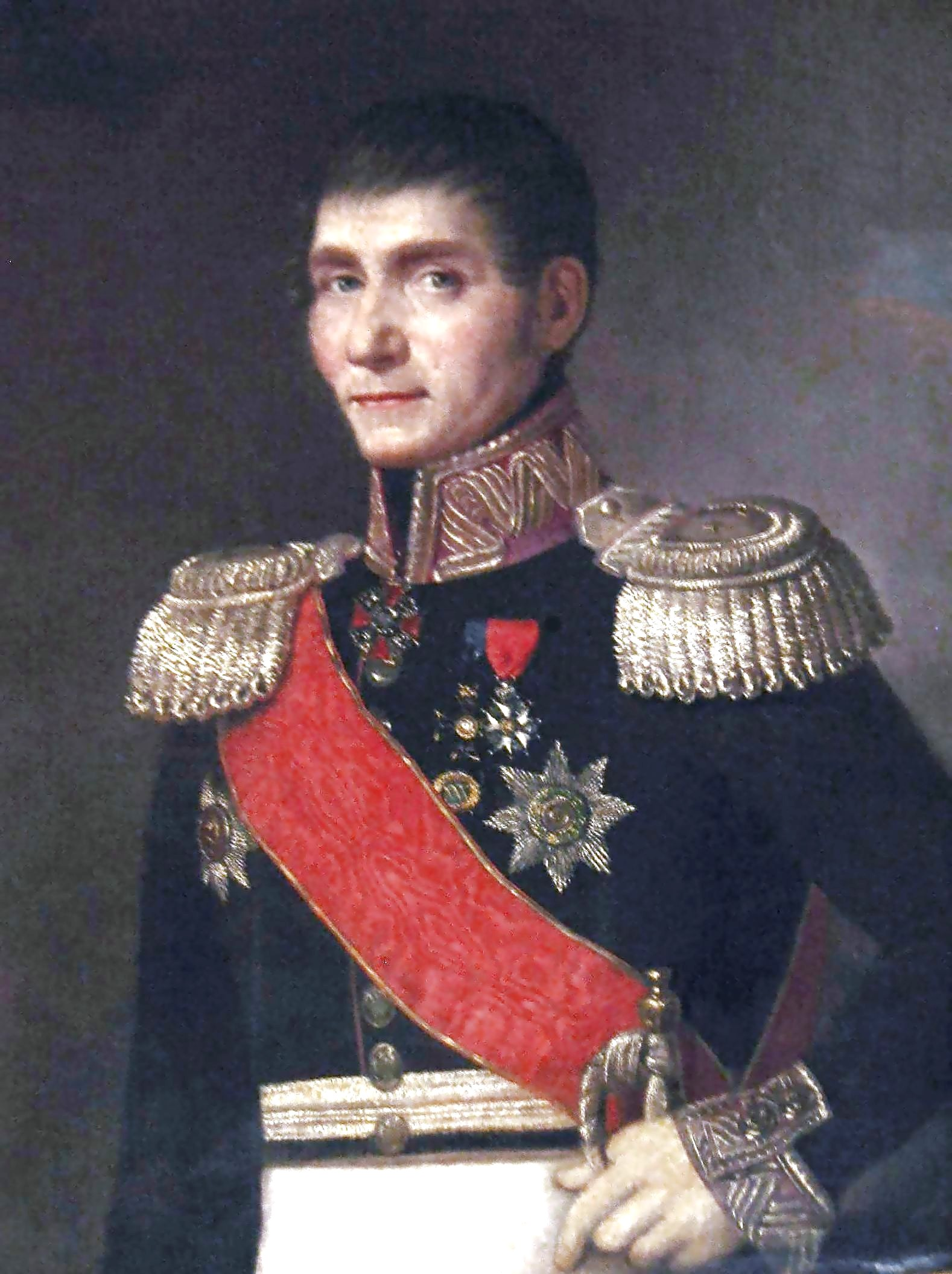
Franciszek Żymirski